# Vezérsík
A vezérsík a repülőgép vízszintes és függőleges irányú stabilitását biztosító aerodinamikai felület. A vízszintes és függőleges vezérsík elnevezése azok elhelyezkedéséből adódik, ezek egymással ellentétes (illetve 90 fokkal elfordított) irányú hatással rendelkeznek.
A vízszintes vezérsík hagyományos felépítés esetében ("hátsó szárny" néven illetik sokan) azért felel, hogy a gép fel-le irányú vezetése biztosított legyen. Nagyon sok dologtól függ, hogy ennek formája, mérete, "profilja" milyen, de alapvető feladata, hogy segítse a függőleges iránytartást (másodlagosan a sebesség-stabilizálást), és elősegítse a váratlan (aerodinamikai) reakciók csökkentését, egyszóval, hogy stabilizálja a repülési tulajdonságokat. (Ezért „stabilizátor” névvel is szokták illetni.) 
Például ha egy gép leejti orrát, gyorsulva zuhanni kezd, illő lenne a farkát lenyomni, ezzel lassítani a zuhanást, valamint áttételesen csökkenteni a sebességét. Ez fordítva is igaz, bár az kicsit bonyolultabb folyamat. A kis hajtóerővel rendelkező gépek esetében, főleg a vitorlás gépeknél a vízszintes vezérsíkot tekintjük a (függőleges) repülési iránynak. Ehhez képest a "nagy" szárny néhány fokkal megemelt állásszöggel bír. (Értelmezhetjük fordítva is, a szárny állásszögéhez képest a stabilizátor állásszöge kisebb, tehát gyorsuláskor lenyomja a gép farkát). Ezzel elérjük, hogy gyorsulásnál a szárny (amin a lényegi felhajtóerő keletkezik) felemeli a gép orrát, ezzel visszalassul a gép, adott esetben befejezi a zuhanást.
A függőleges vezérsík szerepe lényegesen kevesebb, de a gyakorlatban nagyon bonyolult enélkül repülni; a gép oldal-irányú iránytartását segíti elő. Nem kormányzott gép esetében is jelentkezik a két "fél-szárny" között eltérő légellenállás, sok ok miatt. Ha a gép farkát nem vezetnénk meg, az jobbra-balra forgolódhatna, különböző egyéb kihatásaival együtt.
A vezérsíkok összességét farokfelületeknek is nevezik. Ezek a szárnyakhoz hasonló kialakításúak, de méretük kisebb és (nem a vezérsík fogalmához sorolandó) elfordítható kormányfelületük van. A vezérsíkok lehetnek T elrendezésűek, de lehetnek V alakban is, amikor a vízszintes és függőleges kormányzási feladatot két V alakban elhelyezkedő vezérsík látja el, illetve például a Concorde vagy a Tu–144-es repülőgépen nincs vízszintes vezérsík, hiszen a kellő mértékben hátranyúló szárnyvégeken a kombinált csűrő és magassági kormány látja el mindkét kormányzási feladatot.
A függőleges vezérsík a repülőeszközök (repülőgépek, léghajók, helikopterek) farokrészén található aerodinamikai felület, melynek feladata a repülőgép függőleges tengely körüli (oldalirányú) stabilitásának megteremtése. A függőleges vezérsíkon van az oldalkormány, emellett, mivel messze van a törzstől (ami árnyékolja az elektromágneses sugárzást), rádióelektronikai berendezések antennáit is gyakran helyezik itt el. A háromhajtóműves sugárhajtású repülőgépeknél (Tu–154, DC–10, Lockheed Tristar) a függőleges vezérsík tövébe építik a harmadik hajtóművet. Vadászrepülőgépeken, mivel ezek gyakran repülnek nagy állásszögön, a törzs aljára gyakran pótvezérsíkot szerelnek, mert ekkor a függőleges vezérsík leárnyékolódik. Néhány különleges repülőgépnek nincsen függőleges vezérsíkja (például a lopakodó B–2 Spirit nehézbombázó). A függőleges vezérsík a hagyományos kialakítás mellett lehet
- Osztott: több (rendszerint kettő vagy három) kisebb függőleges vezérsík van a repülőgépen
- T alakú: a vízszintes vezérsík a függőleges tetején van
- H alakú: az osztott függőleges vezérsík a vízszintes vezérsík végein van
- V alakú: a törzs végén két ferde vezérsík van, ezek egyszerre látják el a vízszintes és a függőleges vezérsík funkcióját.

A vízszintes vezérsík vagy stabilizátor a repülőeszközökön (repülőgépek, léghajók, helikopterek) található vízszintes aerodinamikai felület, melynek feladata a repülőgép kereszttengely körüli (bólintó irányú) stabilitásának megteremtése. A vízszintes vezérsíkon van a magassági kormány. Egyes (főleg vadász-) repülőgépek vízszintes vezérsíkja elforgatható, és teljes egészében magassági kormányként szolgál. Ilyen esetben erősen (a repülőgép haladási irányához képest 90°-ban) elfordítva fékezésre, a kifutás hosszának csökkentésére is használják. A kacsaszárnyú repülőgépeken (JAS 39 Gripen, Eurofighter, Rafale) a vízszintes vezérsík a szárny előtt helyezkedik el, a csupaszárny- és a deltaszárnyú repülőgépek egy részén (Mirage III. J 35 Draken, Space Shuttle, Concorde) nincsen vízszintes vezérsík.